# Milhosť
Milhosť (allemand : Deutsch Mügleß), est un village de Slovaquie situé dans la région de Košice.

## Histoire
Première mention écrite du village en 1318.
La localité fut annexée par la Hongrie après le premier arbitrage de Vienne le 2 novembre 1938. En 1938, on comptait 451 habitants dont 8 juifs. Elle faisait partie du district de Košice, en hongrois Kassai járás. Le nom de la localité avant la Seconde Guerre mondiale était Migléc. Durant la période 1938 -1945, le nom hongrois Miglécnémeti était d'usage. À la libération, la commune a été réintégrée dans la Tchécoslovaquie reconstituée.

## Démographie

### Évolution de la population
| Année:               | 1994. | 2004.   | 2014.   | 2024.   |
| -------------------- | ----- | ------- | ------- | ------- |
| Nombre de personnes: | 355   | 373     | 389     | 402     |
| Différence:          |       | +5,07 % | +4,28 % | +3,34 % |

| Année:               | 2023. | 2024.   |
| -------------------- | ----- | ------- |
| Nombre de personnes: | 387   | 402     |
| Différence:          |       | +3,87 % |